# Oasis (banda)
Oasis es una banda inglesa de rock formada en Mánchester en 1991. Previamente en 1990, fueron conocidos como The Rain, el grupo contaba con el cantante Chris Hutton, el guitarrista Paul Arthurs, el bajista Paul McGuigan y el baterista Tony McCarroll, a lo que más tarde se uniría en 1991; Liam Gallagher en voz. El último en formar parte del grupo fue el hermano mayor de Liam, Noel Gallagher (a petición de su propio hermano), quien obtuvo el papel de compositor principal, guitarrista principal y cantante secundario.
Debido a las 15 millones de copias vendidas de su álbum debut Definitely Maybe, a las 22 millones de copias vendidas de su segundo álbum (What's the Story) Morning Glory? y al hecho de que su tercer álbum Be Here Now se convirtiera en el disco más rápidamente vendido en la historia del Reino Unido con 520 000 copias vendidas tan solo el día de su puesta a la venta, Oasis ha sido considerado como uno de los grupos musicales más importantes en la historia musical de Reino Unido, habiendo entrado en varias ocasiones en el Libro Guinness de los récords (actualmente siguen teniendo uno de ellos en su haber). Publicaron 33 singles, de los cuales 9 alcanzaron el puesto n.º 1 de las listas británicas y 2 el puesto n.º 1 de las listas estadounidenses.
Los hermanos Gallagher fueron los líderes y compositores de la banda. Vendieron más de 100 millones de copias a nivel mundial y, hasta antes de la separación de la banda, Liam Gallagher era el único miembro original que había permanecido en él hasta que su hermano disuelve Oasis. Los hermanos Gallagher fueron también reconocidos por sus constantes peleas entre sí y con otros grupos y artistas, como Blur y Robbie Williams, las cuales propiciaron su aparición en múltiples ocasiones en la prensa sensacionalista. Tras la deserción de Paul Arthurs, Paul McGuigan, y más tarde la salida de Alan White, la alineación final se completaría con el guitarrista Gem Archer, el bajista Andy Bell y el baterista Chris Sharrock, aunque finalmente el último miembro en abandonar el grupo, ocasionando así su disolución, fue Noel Gallagher.
En 2004, la edición española de la revista Rolling Stone colocó a Oasis en el puesto n.º 13 entre "Las 50 bandas más grandes de la historia del rock". En 2007, el grupo fue galardonado con el BRIT Award por su «notable contribución a la música». Dig Out Your Soul, su último álbum, vio su lanzamiento a principios de octubre de 2008.
El 28 de agosto de 2009, tras una fuerte discusión entre los hermanos Gallagher, Noel decidió abandonar el grupo poniendo punto final a una era.
 En diciembre del mismo año Liam anunció que el grupo continuaría grabando sin Noel. Después de algunas especulaciones el grupo cambió su nombre por el de Beady Eye.
El 27 de agosto de 2024, tras 15 años desde su separación en 2009, a través de un comunicado en sus redes sociales, la banda anunció su regreso con una gira de 14 conciertos entre Reino Unido, Irlanda, programada para julio y agosto de 2025 mostrando la página oficial de Oasis una foto de los hermanos Gallagher juntos nuevamente. El 30 de septiembre de 2024 Oasis también anuncia nuevas fechas mundiales para su gira de 2025, con paradas, por el momento, en Canadá, Estados Unidos y México.Así mismo y como parte de su gira mundial, el día 7 de octubre de 2024 confirmarían su presencia en Australia, en las ciudades de Melbourne y Sydney.Durante el mes de noviembre de 2024 confirmaron además fechas en Sudamérica, visitando así Argentina, Brasil y Chile. 

## Historia

### Inicios yDefinitely Maybe(1991-1994)
Oasis (originalmente llamada The Rain) se formó en la ciudad de Mánchester en 1991. Estaba compuesta originalmente por el bajista Paul "Guigsy" McGuigan, el guitarrista Paul "Bonehead" Arthurs, el baterista Tony McCarroll y el vocalista Chris Hutton. Sin embargo, los restantes miembros de la banda no estaban satisfechos con el trabajo de Hutton, motivo por el que decidieron despedirlo. En su lugar reclutaron, después de una audición, a Liam Gallagher.
La primera actuación en vivo de The Rain fue en el Club Boardwalk en Mánchester en 1991. Noel Gallagher, quien recientemente había regresado de su gira como técnico de Inspiral Carpets, acudió a ver el show del grupo de su hermano menor, Liam, quien le invitó a unirse. Según palabras del propio Noel les dijo: «o me dejan escribir las canciones y somos superestrellas, o se quedan aquí en Manchester para el resto de sus tristes vidas» (sin embargo esta afirmación ha sido desmentida por el propio Noel Gallagher en el documental Supersonic que fue lanzado a finales de 2016).
Así, Noel se convirtió en el compositor principal de la banda, cuyas composiciones y conocimientos de la industria musical como técnico determinaron en gran parte el éxito de la banda. Simultáneamente, Liam sugirió cambiar el nombre de la banda a Oasis.
Con la nueva formación y el nuevo nombre, el grupo pasó a realizar exhaustivos ensayos durante los años siguientes, que según el mayor de los Gallagher eran de "5 veces por semana", además de ir tocando en sitios locales. Fue durante esta época cuando Gallagher compondría los temas que finalmente terminarían en el primer corte del grupo, Definitely Maybe (1994), aunque también se escribieron temas que pertenecerían a los futuros discos de la banda, como por ejemplo, "All Around the World", incluido en el tercer álbum, Be Here Now (1997). De esta forma, el grupo fue aumentando su reputación en los locales de Mánchester, hasta que finalmente en 1993 se enteraron de que habría un productor en busca de bandas que haría presencia en el club "King Tut's Wah Wah Hut" de la ciudad de Glasgow (Escocia). Su actuación sería presenciada por Alan McGee, ejecutivo de la discográfica Creation Records, quien impresionado por su actuación les ofrecería su primer contrato discográfico cuatro días más tarde. Seguidamente, la banda editaría sus primeros sencillos: «Supersonic» y «Shakermaker». Ambos salieron a la venta en la primavera de 1994, ingresando en el Top 40 de ventas en el Reino Unido. En agosto de dicho año, además de publicarse el álbum, su sencillo «Live Forever» ingresó en el Top 10 británico y lanzó a la banda a la fama.
El éxito del primer LP indujo a la banda (y en especial a los hermanos Gallagher) a un estilo de vida desenfrenado: abusaban de las drogas, se peleaban con la prensa, fanes, crítica, y los problemas internos del grupo comenzaron a agravarse. Así, las tensiones entre los hermanos Gallagher crecían, llegando a un punto de inflexión durante su primera gira en Estados Unidos. Durante un concierto en Los Ángeles en septiembre de 1994, la banda estaba bajo la influencia de metanfetaminas, haciendo una deficiente actuación durante la cual hizo comentarios ofensivos sobre el público estadounidense y atacó a Noel con una pandereta. El incidente provocó la salida momentánea de Noel de la banda durante unos días, en los que escribiría "Talk Tonight". El problema se solucionó pocas semanas después gracias a la mediación del mánager del grupo.

### (What's the Story) Morning Glory?(1995-1996)
Durante las primeras sesiones de grabación de su segundo álbum, el baterista Tony McCarroll fue despedido. Noel Gallagher atribuyó su partida a causa de su «incapacidad técnica para tocar temas complejos». Fue sustituido por el londinense Alan White, hermano del batería de Paul Weller, Steve White, y miembro de Starclub. Al tiempo Oasis alcanzó su primer puesto n.º 1 en las listas de sencillos del Reino Unido con «Some Might Say», canción de (What's the Story) Morning Glory?, su segundo álbum, lanzado en abril de 1995.
A lo largo de este periodo Noel escribió la canción «Cast No Shadow», dedicada a Richard Ashcroft, vocalista de The Verve. El propio Noel Gallagher desmintió en una sesión de preguntas referente al 25 aniversario de WTSMG que dicha canción tratára sobre el vocalista de The Verve. Ashcroft le devolvió la gentileza con la canción «Northern Soul».
Por aquel entonces los medios británicos comenzaron a reflejar una supuesta rivalidad entre Oasis y la banda de Britpop Blur. Noel Gallagher declaró que «algunos de los integrantes de Blur parecían buena gente, pero espero que otros dos de ellos mueran de sida», en referencia a Damon Albarn y Alex James. Posteriormente se retractó de estas palabras, llegando a calificar a su enemistad patética.
El 14 de agosto de 1995, ambas bandas pusieron en venta nuevos sencillos, poniendo en escena una «batalla de bandas» que dominaba las noticias musicales de cada semana. El sencillo de Blur «Country House» superó en ventas al sencillo «Roll with It» de Oasis en la primera semana. No obstante, el segundo álbum de Oasis, (What's the Story) Morning Glory?, llegó a ser el quinto álbum más vendido de la historia musical del Reino Unido.
El álbum vendió 27 millones de copias en todo el mundo, y engendró dos sencillos igual de exitosos, «Wonderwall» y «Don't Look Back in Anger», que llegaron a los puestos n.º 2 y puesto n.º 1 respectivamente. A su vez, «Wonderwall» se convirtió en el primer sencillo en alcanzar el puesto n.º 1 en los Estados Unidos. Más tarde fue lanzado «Champagne Supernova», el cual se ubicó también en el puesto n.º 1 de las listas estadounidenses, con Paul Weller en la guitarra solista y coros.
La banda alcanzó entonces tal popularidad que comenzaron a aparecer «bandas tributo» en su honor. La más famosa, No Way Sis,
alcanzó el puesto n.º 50 en las listas británicas con la canción «I'd Like to Teach the World to Sing». Darían luego un par de conciertos en Knebworth, el 10 y 11 de agosto de 1996, en los que solamente 1 de cada 10 de las 2,6 millones de solicitudes de entradas tuvieron éxito.
A finales de agosto de dicho año, Oasis fue invitado a participar de la serie de conciertos acústicos MTV Unplugged. Sin embargo, Liam no participó, alegando dolor de garganta; su hermano Noel tomó la función de vocalista durante dicho concierto. Esto provocó un nuevo roce entre ambos y surgieron rumores de separación, los cuales ellos mismos se encargaron de esclarecer.
En septiembre de 1995, Paul McGuigan abandonó la banda provisionalmente durante la gira por Estados Unidos. Fue reemplazado momentáneamente por Scout McLeod (quien aparece en el video de «Wonderwall»), integrante de The Ya-Yas, pero por cuestiones contractuales Paul McGuigan fue convencido para retornar a la banda.

### Be Here Now(1997-1998)
Oasis pasó el final de 1996 y el principio de 1997 preparando su tercer álbum, Be Here Now, grabado en Londres en los Abbey Road Studios. El mismo salió a la venta el 21 de agosto de 1997, precedido por el sencillo "D'You Know What I Mean?" que salió a la venta en España el 7 de julio de 1997 (puesto n.º 1 en el Reino Unido).
El álbum se convirtió en el más vendido en la primera semana en el Reino Unido de la historia y alcanzó el puesto n.º 2 en las listas de los Estados Unidos, pero no logró alcanzar en ventas a su predecesor, (What's the Story) Morning Glory?.
Si bien en un principio las críticas fueron positivas, posteriormente se calificaría al álbum como demasiado producido y poco original. Este hecho estuvo acompañado con el final del movimiento Britpop, e incluso el propio Noel Gallagher acabaría repudiando su propio álbum, calificándolo de «una estafa al rock & roll».
Como curiosidad, en la grabación de la canción "Fade In-Out" participó el actor Johnny Depp tocando la Slide Guitar. En la época de grabación del disco, tanto Depp como su entonces pareja Kate Moss eran muy amigos de Noel Gallagher.
Tras el lanzamiento de los sencillos "Stand by Me" y "All Around The World" (puesto n.º 2 y puesto n.º 1 respectivamente en el Reino Unido, este último con un vídeo inspirado en "Yellow Submarine" de The Beatles), y debido a los constantes problemas entre los miembros, decidieron tomarse un largo descanso.
Simultáneamente al parón de la banda sería lanzado el cuarto sencillo del álbum: "Don't Go Away". El mismo alcanzaría el puesto n.º 5 en Estados Unidos, y este sería su último gran éxito en dicho país. Al poco tiempo (noviembre de 1998) saldría a la venta The Masterplan, una recopilación de caras B entre las que destacan "The Masterplan" y "Acquiesce".

### Standing on the Shoulder of Giants(1999-2000)
En el año 1999, y después de un año sabático, la banda vuelve a reunirse con el objetivo de grabar su cuarto álbum. Durante las sesiones de grabación se produjo la salida de la banda de Paul Arthurs, la cual fue en un principio vista como una despedida amistosa, debido a que quería pasar más tiempo con su familia.
Tiempo después se comentaría que la salida no había sido tan amigable, debido a los problemas que los miembros de la banda acarreaban desde hacía tiempo. Posteriormente se iría de la banda también Paul McGuigan.
Los tres integrantes restantes de la banda decidieron continuar con las grabaciones del nuevo álbum. Durante este período Noel se encargaría de grabar las partes correspondientes a Arthurs y McGuigan, para luego de finalizar las sesiones de grabación comenzar la búsqueda de los reemplazos. El primer sustituto fue el guitarrista de Heavy Stereo, Gem Archer, el cual fue recomendado por Noel. Posteriormente se sumaría como bajista Andy Bell, exguitarrista de Ride. Bell nunca antes había tocado el bajo, por lo cual requirió de un período previo de adaptación al nuevo instrumento.
El cuarto álbum de Oasis, Standing On The Shoulder Of Giants, salió a la venta en febrero de 2000, alcanzando buenas ventas en la primera semana, aunque fue recibido con indiferencia por la prensa, la cual lo calificó como "experimental y diferente a lo que antes había hecho Oasis". El primer sencillo, "Go Let It Out", sumó otro puesto n.º 1 en ventas en el Reino Unido para la banda.
Debido a la mencionada salida de dos de sus miembros originales, la banda realizó varios cambios en su imagen y sonido: la portada del nuevo álbum incluyó un nuevo logotipo diseñado por el entrante Gem Archer, junto con la inclusión por primera vez de una composición de Liam, "Little James".
Los siguientes sencillos lanzados serían "Who Feels Love?" y "Sunday Morning Call", alcanzando ambos el puesto n.º4 en las listas británicas., en la actualidad Standing On The Shoulder Of Giants ha vendido alrededor de 4 millones de discos a nivel mundial. A pesar de haber gozado de un éxito moderado, Noel Gallagher dijo en una entrevista de 2011 que se arrepiente de haber grabado el disco.
El 13 de noviembre sería lanzado Familiar to Millions, un álbum en vivo grabado ese mismo año.

### Heathen Chemistry(2001-2004)
Durante principios de 2001 la banda estuvo envuelta en múltiples polémicas sobre su separación, conflictos entre Noel y Liam Gallagher, junto con el divorcio de este último de su mujer, Patsy Kensit, y el inicio de su relación con Nicole Appleton. A finales de 2001 la banda volvió al trabajo para grabar su próximo álbum.
El quinto álbum de Oasis, Heathen Chemistry, salió a la venta en julio de 2002. Del mismo, serían lanzados cuatro sencillos: "The Hindu Times", "Stop Crying Your Heart Out", "Little by Little" y "Songbird", siendo este último el primer sencillo escrito por Liam. El menor de los Gallagher contribuiría al álbum también con otras dos canciones: "Born On A Different Cloud" y "Better Man". "The Hindu Times" se posicionaría en el puesto n.º1 de las listas británicas sumando un nuevo n.º1 al historial de la banda, mientras que los restantes sencillos se ubicarían entre los puestos n.º2 y n.º3 de dicho conteo.
Con el objetivo de promocionar el álbum, la banda realizó en 2002 una gira a través de varios países de Europa. La misma, sin embargo, obtuvo mayor trascendencia no por los shows en si, sino por dos hechos negativos: en primer lugar un accidente automovilístico ocurrido en Alemania que incluyó a Noel y a Andy Bell, y en segundo lugar el posterior arresto de Liam y Alan White por comportamiento violento en un bar debido a encontrarse en estado de ebriedad. Estos hechos acarrearon la cancelación de varios shows en el país germano.
En 2004, el baterista Alan White abandonó la banda. En su sitio web, su hermano Steve escribió que Alan se alejaba de la banda debido a que «ya no se identificaba con el espíritu de la banda y prefería pasar más tiempo con su pareja«». En la elección de su reemplazo, Noel se inclinaría por Zak Starkey, hijo de Ringo Starr, el baterista de The Beatles.
Posteriormente y ya con la nueva alineación, la banda participaría del Festival de Glastonbury, donde tocaría algunos de sus grandes éxitos. Pero la crítica se mostró dura con ella, aduciendo «la falta de interés de Liam por cantar y la poca experiencia de Starkey con el material de la banda».
En septiembre de dicho año sale a la venta Definitely Maybe: The DVD en conmemoración del décimo aniversario de la salida de su primer álbum. El DVD contiene actuaciones en directo y entrevistas a los miembros de la banda.

### Don’t Believe the Truth(2005-2007)

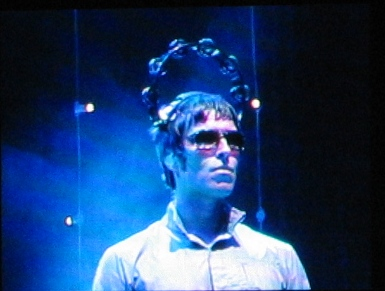
Liam Gallagher y su característica pandereta en un concierto en vivo en 2005.

En mayo de 2005 la banda se reúne, después de tres años de silencio y presenta su sexto álbum, Don't Believe the Truth. Noel contribuiría con cinco canciones, Liam con tres (una de ellas, "Love Like A Bomb", sería compuesta junto a Gem), Andy con dos y Gem aportaría individualmente con una canción.
El álbum tuvo una buena acogida por parte de los fanes y la crítica, que lo consideró «su mejor esfuerzo desde Morning Glory», y también reconocimientos por parte de las revistas especializadas NME y Q. Alcanzó dos veces el puesto n.º 1 en el Reino Unido con "Lyla" y "The Importance of Being Idle". El tercer sencillo, "Let There Be Love", alcanzó el puesto n.º 2. Ese mismo año Oasis aportaría una canción, "Who Put the Weight of the World on my Shoulders?", a la banda sonora de la película Goal!.
Durante gran parte de 2005 y principios de 2006, Oasis encabezó una extensa gira, recorriendo varios continentes y numerosos países: Europa, parte de América, Australia, Japón y Corea del Sur. El tour oficial finalizó el 31 de marzo de 2006 en México, totalizando más de 2 millones de entradas vendidas.
En noviembre de 2006 un comunicado oficial procedente de Sony Music oficializó el lanzamiento de Stop the Clocks: The Definitive Collection, un "grandes éxitos" de la banda, cuyo listado de canciones fue elegido por Noel.
En febrero de 2007, la banda fue galardonada con el BRIT Award por su «notable contribución a la música». Esa misma noche tocaron algunos de sus mayores éxitos y estrenaron una nueva canción, "Lord Don't Slow Me Down", que debutó en el puesto n.º 10 del Reino Unido.

### Dig Out Your Souly disolución (2008-2009)
En agosto de 2007 Oasis comenzaba a grabar su séptimo álbum de estudio en Londres, y en enero de 2008 se trasladan a California para realizar el trabajo de mezcla. A finales de marzo la banda confirmó su presencia como cabeza de cartel en el V Festival de septiembre de 2008, a realizarse en Toronto, Canadá.
En mayo de dicho año, Zak Starkey abandonó la banda, luego de finalizar la grabación del nuevo álbum. Fue reemplazado por Chris Sharrock, quien fuera el baterista de Robbie Williams.
En junio de 2008 la banda llega a un acuerdo con Sony BMG para grabar tres discos.

El nuevo álbum salió a la venta el 6 de octubre de 2008 bajo el nombre de Dig Out Your Soul, siendo el primer sencillo: "The Shock of the Lightning", el cual salió a la venta en septiembre de 2008. El disco cuenta con 6 canciones de Noel, 3 de Liam, 1 de Gem y 1 de Andy. El 1 de diciembre de 2008 lanzan "I'm Outta Time" y el 9 de marzo de 2009 "Falling Down", el cual parece ser el último sencillo del disco.
Según Noel Gallagher, el disco se puede dividir en dos partes; la primera, de la apertura "Bag It Up" a "(Get Off Your) High Horse Lady". Esta segunda es una canción acústica y psicodélica a partes por igual que serviría de punto de inflexión en el disco.
La segunda parte, la menos aclamada, abarcaría desde "Falling Down" hasta "Soldier On". La edición japonesa incluye los bonus track "I Believe in All", compuesta por Liam y "The Turning (Alternate Version #4)".
Posteriormente a la salida del disco, la banda emprende una gira a nivel mundial, el Dig Out Your Soul Tour, que la lleva a visitar más de 30 países en Europa, América, Asia y África, en lo que constituye la gira mundial más grande de su historia. Para la parte veraniega del tour, Oasis vendió en el Reino Unido más de un millón de entradas en tan solo un día, lo que los llevó a romper un récord en cuanto a venta de entradas en el país.
Esta parte del tour se inició el 4 de junio del 2009, con tres fechas seguidas en el Heaton Park de Mánchester para 70 000 espectadores por noche, y continuó en grandes escenarios al aire libre por todo el Reino Unido finalizando en tres fechas en el Estadio de Wembley a principios de julio. Las fechas tuvieron como bandas soporte a Kasabian y The Enemy entre otras.
En mayo de 2009 Noel declaró que la banda no lanzaría nuevo material hasta dentro de cinco años "por lo general luego de sacar un disco empiezo a escribir canciones para el siguiente álbum, esta vez eso no ocurre, tampoco quiero forzarlo. No es que no tenga canciones, las tengo, pero no son canciones para Oasis", razón por la cual tiene en mente lanzar un disco solista.
El viernes 28 de agosto de 2009, una discusión entre bastidores de los hermanos Gallagher sobre la promoción de la marca de ropa Pretty Green (que era la marca de ropa que utilizaba Liam) en los conciertos de la banda, acabó en un altercado físico entre los dos hermanos en donde se dice que; Liam Gallagher empezó a amenazar a su hermano utilizando la guitarra de Noel como si fuera una hacha para que al final, Liam acabara rompiendo la guitarra.
Este suceso no solo causó que su actuación en el festival Rock en Seine en las afueras de París fuera cancelada minutos antes de que fuese a dar comienzo, sino también que Noel Gallagher decidiera salir de forma definitiva de la banda.
Noel confirmó la separación a través de un comunicado hecho en la página oficial de la banda en el que expresaba su tristeza por dejar Oasis y explicaba que no podía seguir trabajando con su hermano.

### Después de la disolución (2009-2024)
Más adelante Liam Gallagher declaró en una entrevista con The Times que «ya no hay más Oasis». Sin embargo, en diciembre de 2009, Liam dijo que continuaría grabando con Gem Archer, Andy Bell (ahora en guitarra), Chris Sharrock, el tecladista Jay Darlington y Jeff Wootton como nuevo bajista. Días después Liam confirmó que la banda tiene ocho canciones completas
En mayo de 2010 el nombre de la nueva banda de Liam fue revelado: Beady Eye. Lanzaron su primer sencillo «Bring the Light» el 22 de noviembre, bajo el sello Beady Eye Records. Mientras que su disco, Different Gear, Still Speeding, producido por Steve Lillywhite (U2, Ziruela
Stones, Morrissey), fue lanzado el 28 de febrero de 2011.
En agosto de 2010, con Noel a punto de publicar su trabajo de solista, Noel Gallagher's High Flying Birds, Liam presentó una demanda por difamación en los comentarios de su hermano sobre la ruptura de Oasis. Días después, Noel Gallagher se disculpó en un webchat, y su hermano procedió a retirar la demanda, abriendo el camino a la reconciliación.
El 1 de febrero de 2010 Noel Gallagher anunció su primer show como solista el cual se llevó a cabo en el Royal Albert Hall de Londres el 25 y 26 de marzo como parte de los shows del Teenage Cancer Trust que van desde el 20 al 30 de marzo, shows que contaron con las participaciones de Depeche Mode, Them Crooked Vultures, Suede, Arctic Monkeys, The Who y otros artistas.
El 16 de febrero de 2010, (What's The Story) Morning Glory? ganó el premio al "mejor disco de los últimos 30 años". Liam recogió el premio solo y luego presentó su discurso. En el discurso Liam dio gracias a Paul "Bonehead" Arthurs, Paul "Guigsy" McGuigan y Alan White, pero no a su hermano Noel. Acto seguido, Liam lanzó el micrófono y el premio al público.
En marzo de 2010 la banda anunció que estará editando Time Flies… 1994–2009, un disco que compilaría los sencillos que fueron lanzados en el Reino Unido durante los 15 años de carrera de la banda. Este material salió a la luz el 14 de junio del mismo año.
En diversas entrevista dadas por Noel y Liam se dejó entrever una posibilidad de que Oasis volviera a juntarse en 2015 para celebrar los 20 años de (What's the Story) Morning Glory?, pero Noel se apresuró a desmentir esta versión alegando que había sido mal interpretado por los periodistas y admitió que él se separó de Oasis por una razón y esa razón sigue en pie. Por otro lado Liam es el que más esperanza da a los fanes ya que en varias entrevistas había dejado claro que estaba conforme con su banda Beady Eye, pero que la época en la que fue el Frontman de Oasis fue la mejor, y que Oasis era su vida.
Según algunas fuentes cercanas a Noel Gallagher, afirman que el grupo estaría planeando un triunfal y sorpresivo regreso para el festival NHS, acompañado de un hipotético nuevo álbum bajo la producción de Paul McCartney y Stevie Wonder (Siendo el debut de ambos como productores para otros artistas)
El 29 de abril de 2020, Noel anunció a través de las páginas de redes sociales de la banda que se había encontrado una nueva grabación de demo, "Don't Stop...", y que se lanzaría a la medianoche del día siguiente. Esta pista, anteriormente conocida solo de una grabación durante una prueba de sonido en Hong Kong, fue redescubierta durante la pandemia de COVID-19, y sería la primera pista que se lanzaría en la banda en más de 10 años.
En julio de 2021, en celebración del 25 aniversario de los dos conciertos récord de Oasis en Knebworth Park en agosto de 1996, una nueva película documental de conciertos, que combina nuevas entrevistas, material de archivo inédito y material de concierto en vivo de ambas noches, titulado Oasis Knebworth 1996, se estrenó en los cines el 23 de septiembre de 2021. El estreno de la película marca la primera vez que se publican imágenes de conciertos de los dos conciertos. El documental fue lanzado en los medios domésticos el 19 de noviembre de 2021, junto con un álbum doble en vivo del mismo nombre, que contiene 20 canciones de ambas noches.
En abril de 2014, Liam Gallagher tuiteó con las letras O.A.S.I.S, dando así un rumor acerca de una posible reunión de la banda que podría comenzar con el festival Glastonbury 2014.
En junio de 2017, Liam Gallagher regresó como solista captando la atención de todo el mundo, asiste al evento de caridad dedicado a las víctimas de Mánchester.
A principios de 2018, Liam acusó vía Twitter a la mujer de Noel de ser la responsable de la ruptura de Oasis. A mediados también de este año, Liam publicó unos tuits que le pedían a Noel reunir a Oasis de nuevo, pero Noel se lo negó.
En enero de 2023, se hizo público el divorció de Noel Gallagher con sus esposa Sara McDonald, dicha noticia reavivó los rumores de una posible reunificación de la banda, ya que diversos medios de comunicación señalaron a Sara como la instigadora en la mala relación entre los hermanos Gallagher. Durante el 2024 Liam realizó una gira en solitario para conmemorar el 30 aniversario del álbum debut de la banda: Definetly Maybe. Cabe destacar que tanto Noel como Liam, se encargaron públicamente con sus declaraciones en entrevistas y comentarios en redes sociales, de mantener la llama encendida sobre una posible reunión.

### Reunión de la banda (2024-presente)
El 25 de agosto de 2024, Oasis publicaría mediante sus redes sociales un vídeo com un fondo negro sobre el que aparecía una placa dorada en el centro la cual imitaba el logo de la banda, mostrando la fecha: "27/08/24, 8AM".
Dos días después, el 27 de agosto, Oasis volvería a publicar en sus redes sociales una foto en blanco y negro de los dos hermanos Gallagher juntos, con el texto el cual acompaña la foto diciendo: "Las armas se han enmudecido. Las estrellas se han alineado. La gran espera ha terminado. Venid a verlo. No será televisado". Más tarde declarando públicamente que tras 15 años desde su separación, la banda se reunirá para iniciar una gira con un total de 19 conciertos (originalmente siendo solo 14 conciertos, con cinco conciertos más siendo añadidos más tarde a causa de la alta demanda) llamado: Oasis Live '25, también conocido como Live Tour '25, en el Reino Unido e Irlanda en julio y septiembre del año 2025. Más tarde se reveló que el guitarrista original de la banda: Paul "Bonehead" Arthurs (quién ayudó en la eventual reunión de la banda) y miembros de Noel Gallagher's High Flying Birds actuarían a los dos hermanos. El 12 de marzo de 2025, NME publicó un artículo en el que revelaba los miembros que formarían parte de Oasis durante la gira de 2025 además de los hermanos Gallagher: Andy Bell, Gem Archer, Paul “Bonehad” Arthurs y Joey Waronker. A excepción de Waronker, siendo este último una nueva incorporación para la gira, el resto fueron miembros de la banda durante su trayectoria.
El 7 de septiembre, Liam Gallagher respondió a un fan, mediante su cuenta personal de Twitter, acerca de los rumores de que Oasis y el estreno de un nuevo álbum, afirmando que la banda ya acabó de grabar un nuevo álbum de estudio oficial del cual más tarde reveló que estaba planeado para ser lanzado al mismo tiempo que su gira de Oasis Live '25.

## Influencias musicales
La música de Oasis ha sido influenciada principalmente por The Beatles, teniendo muchas referencias hacia ellos en sus canciones.
También poseen influencias de la escena de bandas de Mánchester, principalmente por The Hollies, The Stone Roses, Happy Mondays, The Smiths (y en las carreras solistas de Morrissey y Johnny Marr) y The Charlatans. También por Pink Floyd, T. Rex, Buzzcocks, Sex Pistols, Slade, Led Zeppelin, The Who, Small Faces, The Kinks, Humble Pie, The La's, The Jam, Inspiral Carpets, U2, David Bowie, New Order, Bob Dylan, Jimi Hendrix, Bee Gees, Neil Young, Peter Green y en su banda de Blues Fleetwood Mac también por bandas de Brit Pop de comienzos de los 90 como The Verve y Blur, además de otras bandas norteamericanas como The Doors, The Stooges, The Velvet Underground, Talking Heads y Nirvana.
Gran cantidad de bandas y artistas han citado a Oasis como una de sus mayores influencias, entre ellas, Louis Tomlinson, Harry Styles, Travis, The Pretty Reckless, Jake Bugg, The Libertines, Maroon 5, Coldplay, Lily Allen, Kaiser Chiefs, Arctic Monkeys, Dave Grohl, The Bitz, The Killers, The Coral, Jet y Kasabian. No Way Sis, su "banda tributo" más reconocida, alcanzó el puesto n.º 50 en las listas británicas con la canción "I'd Like to Teach the World to Sing".
En 2007, Oasis fue uno de los cuatro artistas destacados en el séptimo episodio de la serie de la BBC / VH1 Seven Ages of Rock, un episodio centrado en el indie rock británico, junto con los compañeros de Britpop, Blur, además de The Smiths y The Stone Roses.

## Batallas legales sobre créditos de composición
Se han emprendido acciones legales contra Noel Gallagher y Oasis por plagio en tres ocasiones. La primera fue el caso de Neil Innes (anteriormente de Bonzo Dog Doo-Dah Band y The Rutles) demandando para probar que la canción de Oasis "Whatever" había sido tomada en préstamo de su canción "How sweet to be an idiot". Innes finalmente recibió regalías y un crédito de coautor. Noel Gallagher afirmó en 2010 que el plagio no fue intencional y que desconocía las similitudes hasta que se le informó del caso legal de Innes. En el segundo incidente, Coca-Cola demandó a Oasis y les obligó a pagar $ 500,000 en concepto de daños y perjuicios a The New Seekers después de que se alegara que la canción de Oasis "Shakermaker" había tomado la letra y la melodía de "I'd Like to Teach the World to Sing". Cuando se le preguntó sobre el incidente, Noel Gallagher bromeó «Ahora todos bebemos Pepsi». La tercera y última ocasión fue cuando resultó que ejemplares promocionales de (What's the Story) Morning Glory? originalmente distribuidos contenían una canción extra inédita llamada "Step Out". Este CD promocional fue rápidamente retirado y reemplazado por una versión que omitió la controvertida canción, que supuestamente era similar a la canción de Stevie Wonder "Uptight (Everything's Alright)". "Step Out" luego reapareció como el lado B de Don't Look Back in Anger, aunque ahora incluye a "Wonder" como coescritor.
Por otra parte, la canción de 2003 "Life Got Cold" de la banda de chicas británica Girls Aloud recibió atención debido a las similitudes entre el riff de guitarra y la melodía de la canción y la de la canción de Oasis "Wonderwall". Una revisión de la BBC declaró que "parte del coro parece que se convertirá en 'Wonderwall' de Oasis". Una fuente le dijo a The Sun que Girls Aloud «son todas grandes fanáticas de Oasis, así que estoy seguro de que no harán comparaciones mentales con su clásica canción de amor». Warner / Chappell Music ha acreditado a Noel Gallagher como cocompositor.

## Miembros
| Miembros actuales - Liam Gallagher - voz (1991-2009, 2024-presente) - Noel Gallagher - guitarra líder, voz (1991-2009, 2024-presente) - Paul "Bonehead" Arthurs - guitarra rítmica (1991-1999, 2024-presente) - Gem Archer - guitarra líder (1999-2009, 2024-presente) - Andy Bell - bajo, coros (1999-2009, 2024-presente) - Joey Waronker - batería (2024-presente) | Miembros anteriores - Paul "Guigsy" McGuigan - bajo (1991-1999) - Tony McCarroll - batería (1991-1995) - Alan White - batería (1995-2004) - Zak Starkey - batería (2004-2008) - Chris Sharrock - batería (2008-2009) |

Línea de tiempo

## Discografía
Álbumes de estudio
- Definitely Maybe (1994)
- (What's the Story) Morning Glory? (1995)
- Be Here Now (1997)
- Standing On The Shoulder Of Giants (2000)
- Heathen Chemistry (2002)
- Don't Believe the Truth (2005)
- Dig Out Your Soul (2008)

Álbumes en vivo
- Familiar to Millions (2000)
- Knebworth 1996 (2021)

Álbumes recopilatorios
- The Masterplan (1998)
- Stop the Clocks (2006)
- Time Flies… 1994–2009 (2010)

## Giras
- Definitely Maybe Tour (1994-95)
- (What’s the Story) Morning Glory? Tour (1995-96)
- Be Here Now Tour (1997-98)
- Standing on the Shoulder of Giants Tour (2000-01)
- The Tour of Brotherly Love (2001)
- Heathen Chemistry Tour (2002-03)
- Don’t Believe the Truth Tour (2005-06)
- Dig Out Your Soul Tour (2008-09)
- Oasis Live '25 (2025)